# Tamzugha
Tamzugha (ar. تامزوغة, fr. Tamzoura) – miasto w północnej Algierii, w prowincji Ajn Tumuszanat.